# جوليا كارلسون
جوليا كارلسون (8 أبريل 1975 بكارلسكرونا في السويد - ) هي لاعبة كرة قدم سويدية في مركز الهجوم، شاركت في الألعاب الأولمبية الصيفية 1996. ولعبت مع Älvsjö AIK ‏.

## وصلات خارجية
- جوليا كارلسون على موقع الاتحاد الدولي (مؤرشف)  (الإنجليزية)
- جوليا كارلسون على موقع قاعدة بيانات كرة القدم.إي يو (الإنجليزية)
- جوليا كارلسون على موقع أوليمبيديا (الإنجليزية)
- جوليا كارلسون على موقع اللجنة الأولمبية السويدية (السويدية)